# Médaille de l'Aéronautique
Ne doit pas être confondu avec Médaille d'honneur de l'aéronautique.
 (mars 2025).
Si vous disposez d'ouvrages ou d'articles de référence ou si vous connaissez des sites web de qualité traitant du thème abordé ici, merci de compléter l'article en donnant les références utiles à sa vérifiabilité et en les liant à la section « Notes et références ».
La médaille de l’Aéronautique est une médaille récompensant les mérites dans le domaine de l'aéronautique militaire et civil français, qui a été créée le 14 février 1945.

## Historique
Le ministère de l'Air reprend le projet non abouti en 1939, d'un ordre du mérite aérien français pour récompenser le personnel militaire et civil, navigant et non navigant. C'est ainsi que, peu de temps avant la fin du second conflit mondial, le décret du 14 février 1945 permit la création de la médaille de l’Aéronautique, dont l’attribution est contrôlée par un conseil.
Ce conseil était alors, présidé par un membre du cabinet du secrétaire d'État aux Forces armées (air), et comprenait :
- le chef d'état-major général des forces armées (air) ;
- le directeur du corps du contrôle de l'administration de l'aéronautique ;
- le directeur technique et industriel au secrétariat d'État aux forces armées (air) ;
- un membre nommé par arrêté du ministre des Travaux publics, des transports et du tourisme pour représenter ce département ;
- un représentant des compagnies de navigation aérienne nommé pour deux ans par arrêté du ministre des Travaux publics, des transports et du tourisme ;
- une personnalité comptant des services exceptionnels en matière d'aéronautique et nommée pour deux ans par arrêté du secrétaire d'État aux forces armées (air).

En cas d'empêchement, un membre ès qualités est remplacé par l'intérimaire ; tout autre membre, par une personnalité désignée par l'arrêté nommant le titulaire.
Le conseil a, en outre, compétence pour proposer le retrait de la décoration et des prérogatives y attachées, à l'encontre d'un membre de l'ordre ayant failli gravement à l'honneur.
En 1949, le décret cité précédemment a été abrogé par le décret du 16 mai 1949. Il a été modifié par le décret 2015-582 du 28 mai 2015 pour permettre l'attribution exceptionnelle aux « personnes morales, organismes publics ou privés non commerciaux, services, formations ou unités des administrations publiques ou des armées ».

## Conditions d'attribution
Pour toute proposition faite au titre de la valeur professionnelle du personnel civil et militaire, des conditions d’âge et d’ancienneté de service, respectivement 35 ans et 15 ans, sont exigées des candidats pour faire l’objet d’une proposition à titre normal.
Pour toute proposition faite au titre des mérites acquis dans le développement des activités aéronautiques, les conditions d’âge et d’ancienneté pour les propositions à titre normal sont fixées respectivement à 40 et 20 années.
La médaille de l’Aéronautique récompense toute personne physique qui contribue, au moment de son attribution, à l'essor ou au prestige de l'aviation civile ou militaire, du domaine spatial civil ou militaire, de la sécurité des transports aériens, des sports aériens, des aérodromes et des entreprises de l'aéronautique ou du domaine spatial. Elle récompense aussi exceptionnellement la contribution décisive qu'ont apporté des personnes morales, organismes publics ou privés non commerciaux, services, formations ou unités des administrations publiques ou des armées au développement de l'aéronautique et de l'espace civil ou militaire pendant une période significative dans les domaines industriels, de la recherche, des essais, de la formation des personnels, des transports aériens et de leur sécurité. 
La médaille de l’Aéronautique peut être décernée à titre posthume et à titre étranger.
Son attribution est toujours proposée par un conseil de la médaille institué auprès du ministre des Armées et composé :
- du délégué général à l'Armement ;
- du chef-d'état-major de l'Armée de l'air ;
- un membre nommé par arrêté du ministre chargé des transports ;
- un représentant des compagnies de navigation aérienne ;
- une personnalité comptant des services exceptionnels en matière d'aéronautique.

Le contingent annuel est de 275 médailles pour les personnes physiques et de 2 médailles pour les personnes morales, remises deux fois par an, le 1er janvier et le 14 juillet.
Des attributions particulières de médailles peuvent toutefois être faites à une date quelconque, soit à l’occasion de cérémonie concernant l’aéronautique, soit en dehors de toute manifestation.
Toute personne décorée de la médaille de l’Aéronautique, reçoit un diplôme signé du ministre et une carte spéciale lui permettant de bénéficier de la gratuité pour l’accès aux expositions et manifestations organisées aux frais de l’État et touchant au domaine aéronautique civil et militaire.
Au 1er janvier 2003, 18 000 médailles ont été décernées, dont certaines à des personnalités étrangères.

## Insigne
La médaille se présente sous forme d'une plaquette rectangulaire en bronze doré de 33 mm de hauteur et 27 mm de largeur.
Sur l’avers : l’effigie de la République coiffée du bonnet phrygien sur fond d’émail rouge surmonte la devise « HONNEUR ET PATRIE » gravée en relief.
Sur le revers : l’inscription « MÉDAILLE DE L’AÉRONAUTIQUE 1945 » en relief.
La bélière est formée d’une charnière en métal doré de 4 mm de hauteur faite de deux ailes horizontales séparées par une étoile de 38 mm de largeur. Ces ailes sont portées sur le ruban lorsque la médaille est portée en barrette.
Le ruban est de couleur bleu roi.

### Sources
- Les Décorations françaises (préf. Jean-Philippe Douin), Paris, Trésor du Patrimoine, 2003, 95 p. (ISBN 2-911468-99-6, OCLC 56111972)
- Décret n° 2015-582 du 28 mai 2015 modifiant le décret du 16 mai 1949 relatif à la médaille de l'aéronautique
- Arrêté du 28 mai 2015 relatif à la médaille de l'aéronautique